# Щавель кислий
Щавель кислий або звичайний (Rumex acetosa) — багаторічна трав'яниста рослина, що росте у великій кількості на більшій частині Європи на луках та культивується як городина.

## Опис
Щавель кислий — струнка рослина близько 60 см заввишки з соковитими стеблом та листками. Квітки червонувато-зелені, цвітіння в червні — липні. Листки видовжені. Нижні від 7 до 15 см завдовжки з дуже довгим черешком. Верхні листки сидячі, часто набувають малинового кольору.

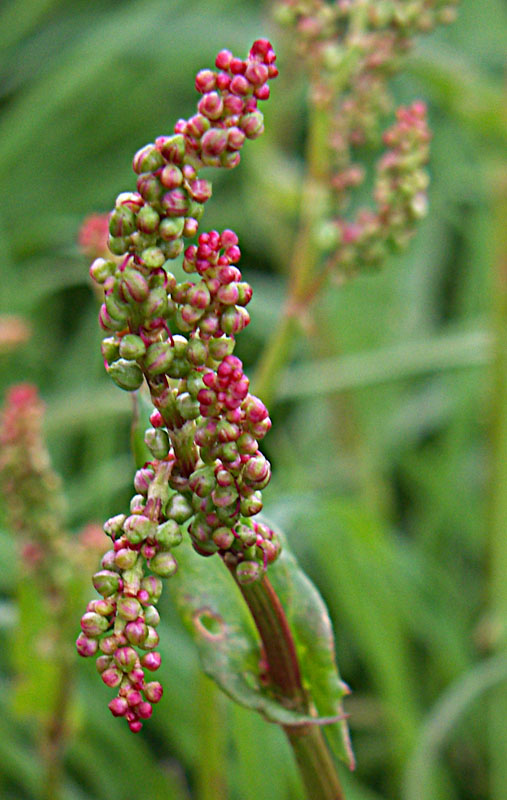
Суцвіття щавлю кислого з квітками, що розпускаються

Квітки, збільшуючись у розмірах, набувають пурпуруватого кольору. Тичинкові та маточкові квітки знаходяться на різних рослинах (дводомні). Корені багаторічні, сильно заглиблюються в ґрунт.

## Значення
Листками щавлю кислого живляться гусениці кількох видів метеликів, зокрема п'ядун щавлевий.
Щавель кислий здавна культивується, хоча популярність цієї культури сильно зменшилася з плином часу. Листки щавлю використовують для приготування салатів, супів та соусів. Ця рослина містить щавлеву кислоту, яка надає їй характерного смаку. При вживання щавлю у великій кількості (особливо вареного, наприклад, в супах) кристали щавлевої кислоти можуть відкладатися в нирках або сечовому міхурі (так зване каміння). Щавель також вживають як послаблювальний засіб.